# Франк Монтани
Франк Монтани (на френски: Franck Montagny) е бивш пилот от Формула 1. Роден на 5 януари 1978 година във Фер, Франция.

## Формула 1
Франк Монтани прави своя дебют във Формула 1 в Голямата награда на Европа през 2006 година. В световния шампионат записва 7 състезания като не успява да спечели точки. Състезава се за отбора на Супер Агури.